# 普里莫斯泰克
45°37′40.13″N 15°17′40″E / 45.6278139°N 15.29444°E
普里莫斯泰克，是斯洛文尼亞梅特利卡市鎮内的村落，位於該國東南部，面積1.6平方公里，海拔高度144米，2002年人口130，人口密度每平方公里82人。